# Luke Black
Luka Ivanović (serbisk : Лука Ивановић; født 18. maj 1992 i Čačak i det daværende FR Jugoslavien), kendt under kunstnernavnet Luke Black, er en serbisk sanger og sangskriver.
Han er den første serbiske kunstner, der har underskrevet en kontrakt med Universal Music Group, hvor han udgav sin debut-EP Thornes i februar 2015. Han vil repræsentere Serbien i Eurovision Song Contest 2023 med sangen "Samo mi se spava".

## Diskografi

### EP-plader
- Thorns (2015)
- Neoslavic (2018)
- F23.8 (2023)

### Singler
- Nebula Lullaby (2014)
- D-Generation  (2015)
- Holding On to Love (2015)
- Jingle Bell Rock (2015)
- Demons (2016)
- Walpurgis Night (2017)
- Olive Tree (2017)
- Frankensteined (feat. Majed) (2019)
- A House on the Hill (2021)
- Amsterdam (2021)
- Heartless (2021)
- 238 (2022)
- Samo mi se spava (2023)
- I’m So Happy (2023)
- God’s Too Cool (2023)
- Chainsaws in Paradise (2024)
- Winter Dahlia (2024)
- Drinking Jack With Daddy (2024)